# ساعة الصفر (رواية)
ساعة الصفر (بالإنجليزية: Towards Zero)‏ هي رواية بوليسية ألفتها الكاتبة البريطانية أجاثا كريستي، ونُشرت لأول مرة في الولايات المتحدة في يونيو 1944 بواسطة دار النشر دود وميد، وفي المملكة المتحدة على يد نادي كولنز للجرائم في يوليو من نفس السنة. بيعت النسخة الأمريكية الأولى من الرواية بسعر 2.00 دولار أمريكي، بينما بيعت أول نسخة في المملكة المتحدة بسعر سبعة شلنات وستة بنسات [الإنجليزية] (7/6).